# Ameerega cainarachi
Ameerega cainarachi е вид жаба от семейство Дърволази (Dendrobatidae). Видът е световно застрашен, със статут Уязвим.

## Разпространение
Разпространен е в Перу.

## Описание
Популацията на вида е намаляваща.